# Máy chủ doanh nghiệp
Máy chủ doanh nghiệp là một hệ thống máy tính chủ yếu dùng để phục vụ cho một doanh nghiệp lớn. Ví dụ các loại máy chủ như máy chủ web, máy chủ in ấn, và máy chủ cơ sở dữ liệu. Tính chất chủ yếu để phân biệt một máy chủ doanh nghiệp là ở tính ổn định vì ngay cả một sự cố ngắn hạn cũng có thể gây thiệt hại hơn cả việc mua mới và cài đặt mới hệ thống. Lấy ví dụ, một hệ thống máy tính trong thị trường chứng khoán cấp quốc gia có trục trặc, chỉ cần ngưng hoạt động trong vòng vài phút có thể cho thấy việc thay thế toàn bộ hệ thống hiện tại bằng một hệ thống đáng tin cậy hơn vẫn là giải pháp tốt hơn.
Các bạn có thể tham khảo tại Việt Nam nhà phân phối máy chủ IBM, HP, Supermicro, LifeCom, Dell.